# Clusia tetra-trianthera
Clusia tetra-trianthera là một loài thực vật có hoa trong họ Bứa. Loài này được Maguire mô tả khoa học đầu tiên năm 1979.